# Neomussaenda xanthophytoides
Neomussaenda xanthophytoides är en måreväxtart som först beskrevs av Theodoric Valeton, och fick sitt nu gällande namn av Christian Tange. Neomussaenda xanthophytoides ingår i släktet Neomussaenda och familjen måreväxter. Inga underarter finns listade i Catalogue of Life.